# Cidariophanes incaria
Cidariophanes incaria är en fjärilsart som beskrevs av William Schaus 1901. Cidariophanes incaria ingår i släktet Cidariophanes och familjen mätare. Inga underarter finns listade i Catalogue of Life.